# Bonefish
Bonefish är ett obemannat fartyg, en teknologidemonstrator från SAAB och PT Lundin. Fartyget är 12 meter långt, skrovet är av katamarantyp. Fartyget är byggt på smygarteknik. Det är utrustat med radar radar, optiska- och akustiska sensorer.
Bonefish är tänkt att fungera i multipla roller, t.ex. piratjakt, övervakning, ubåtsjakt, minröjning, livräddning och elektronisk krigföring. Eftersom fartyget kan ha så många roller så kan uppdragsutrustningen bytas ut, t.ex. från en fjärrstyrd vapenstation till utrustning för ubåtsjakt eller livräddning.